# TSZ Blau-Gold Casino Darmstadt
Das TSZ Blau-Gold Casino Darmstadt ist ein Tanzsportverein in Darmstadt.
Der Verein verfügt über Turniertanz in den Sparten Standard und Latein, Standard-Formationstanzen sowie Breitensportangebote im Bereich Standard und Latein. Das A-Team der Standardformation tritt in der 2. Bundesliga Standard an. Weiterhin bietet der Verein Rock ’n’ Roll – auch als Turniersport –, Boogie-Woogie und Line Dance sowie verschiedene Angebote für Kinder und Jugendliche an, darunter Video-Clip Dancing, Hip Hop und Ballett. Außerdem gibt es Sportangebote (Pilates und Zumba).

## Geschichte
Der am 22. September 1958 gegründete Verein entstand aus dem ehemaligen Turnierkreis der Tanzschule Bäulke. Der Verein nutzte zunächst die Räumlichkeiten der Tanzschule. 1978 stellte die Stadt Darmstadt dem Verein die Aula der Lessingschule als Trainingsstätte zur Verfügung. Im September 1981 weihte der Verein sein eigenes Tanzsportzentrum ein, das im Gebäude eines ehemaligen Coop-Marktes im Bezirk Waldkolonie untergebracht war.
In den 1990er-Jahren baute der Verein ein neues Tanzsportzentrum, da das bisher genutzte Gebäude zu klein geworden war. Das neue Tanzsportzentrum im Bezirk Am Ziegelbusch wurde Ende April 1997 eingeweiht. Das bisherige Tanzsportzentrum wurde als Vereinsheim an einen Fußballverein vermietet, ab 2001 wegen des großen Bedarf an Trainingsflächen aber wieder selbst genutzt.
Im Dezember 2008 wurde das Tanzsportzentrum im Bezirk Am Ziegelbusch durch ein Feuer zerstört. Für das Training wurden bis zur Eröffnung des wiederaufgebauten Tanzsportzentrums Ende Oktober 2010 Räume angemietet und Säle in den Vereinsheimen befreundeter Tanzsportvereine genutzt.

## Erfolge
Tanzpaare aus dem Verein gewannen zahlreiche Landesmeisterschaften und Deutsche Meisterschaften. Anfang des 21. Jahrhunderts gewannen Michael und Beate Lindner zahlreiche Titel, darunter auch mehrere Weltmeisterschaften Standard.
Auch im Bereich Rock ’n’ Roll und Boogie-Woogie errangen Paare des Vereins mehrfach Titel. Karl-Heinz Stahl und Doris Ottenritter wurden 1998 bis 2000 sowie 2003 Deutsche Meister in der Oldie-Klasse im Boogie-Woogie, 2007 wurden sie Deutsche Vizemeister. 2000 gewannen sie auch den Weltmeistertitel, den Karl-Heinz Stahl mit Sylvia Gauß 2008 noch einmal gewann.

## Standardformationen

### A-Team

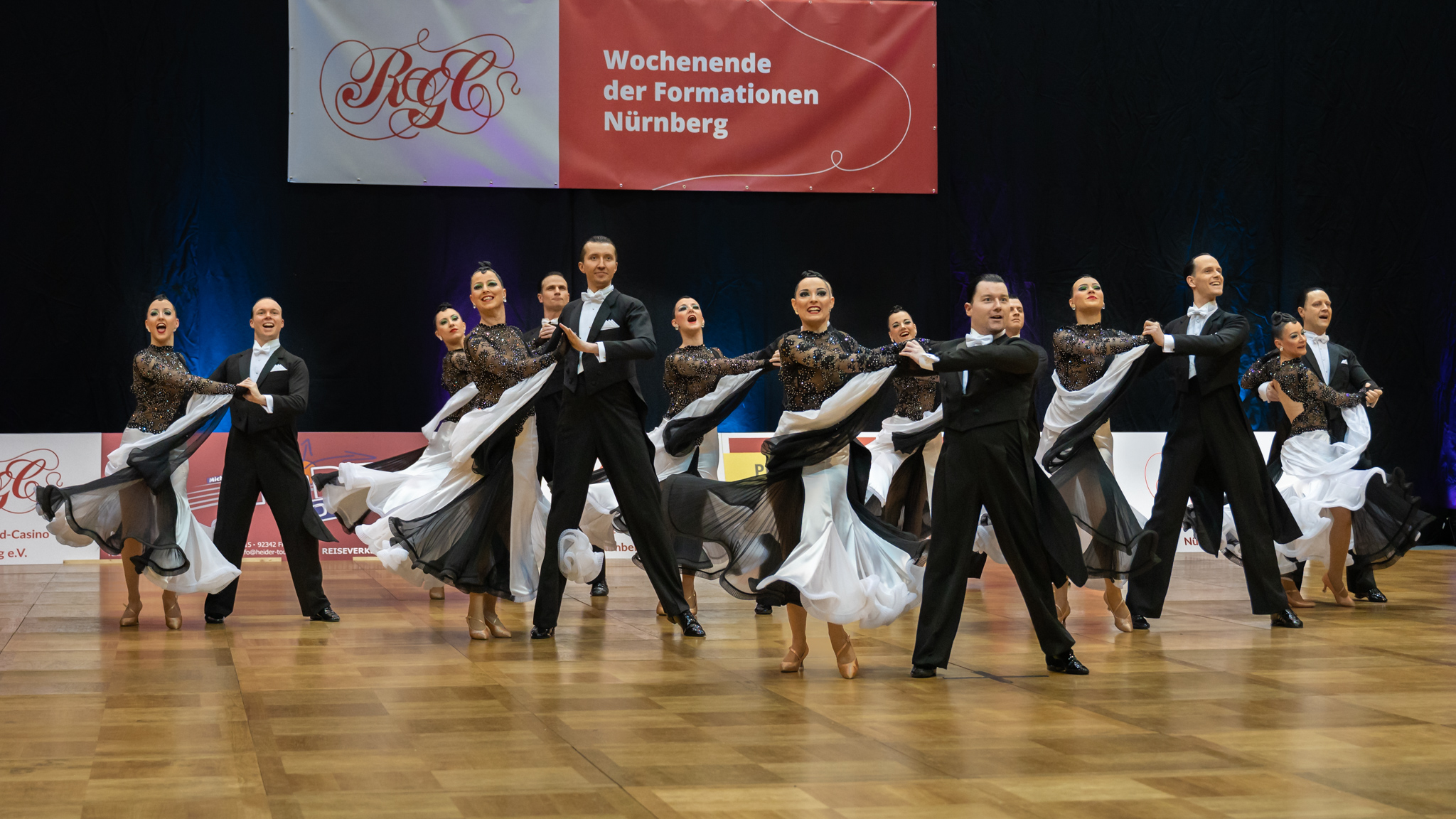
Die Standardformation A in der Saison 2022/23

Eine Standardformation im TSZ Blau-Gold Casino Darmstadt wurde im Oktober 2013 gegründet. Sie trat in der Saison 2014/2015 mit dem musikalischen Thema „Adventures“ in der Regionalliga Süd Standard an und gewann diese. Beim anschließenden Aufstiegsturnier belegte die Mannschaft den vierten Platz. Nachdem durch Rückzüge anderer Mannschaften in der 1. und 2. Bundesliga Standard Startplätze freiwurden, rückte die Mannschaft im September 2015 in die 2. Bundesliga Standard nach, nachdem zuvor der Drittplatzierte des Aufstiegsturniers, das A-Team des T.T.C. Rot-Weiss-Silber Bochum, in die 2. Bundesliga nachgerückt war. Die Saison 2015/2016 startete die Mannschaft mit einer veränderten Choreographie zum musikalischen Thema „Adventures“ in der 2. Bundesliga Standard und belegte am Ende den fünften Platz.
In der Saison 2016/2017 war das musikalische Thema „In Flow“, mit der die Mannschaft den dritten Platz belegte. In der Saison 2017/2018 belegte die Mannschaft mit dem gleichen Thema den zweiten Platz und stieg in die 1. Bundesliga Standard auf. Am Ende der Saison 2018/2019 erfolgte mit dem siebten Platz der Wiederabstieg in die 2. Bundesliga.
Trainer der Mannschaft sind Olga Woltschanskaja, Dominik Kirchniawy und Stephan Frank.

### B-Team
2016 konnte ein B-Team im TSZ Blau-Gold Casino Darmstadt gegründet werden. Das B-Team tanzt in der Regionalliga Süd Standard, in der Saison 2017/2018 und 2018/2019 in der kombinierten Regionalliga Süd/West Standard.
Trainer der Mannschaft ist Nicolas Eberlein.

## Ehrungen und Auszeichnungen
- 1997: Grünes Band der Dresdner Bank[4]
- 1998: Ehrung durch die Darmstädter Sportstiftung[11]
- 1998: Heinz-Lindner-Preis des Landessportbundes Hessen[11]
- 2007: Heinz-Lindner-Preis des Landessportbundes Hessen[6]
- 2007: „Stern des Sports“ in Bronze für das Angebot „Line Dance 60+“[6]